# Wilbrandia hibiscoides
Wilbrandia hibiscoides là một loài thực vật có hoa trong họ Cucurbitaceae. Loài này được Silva Manso miêu tả khoa học đầu tiên năm 1836.